# Dieselização

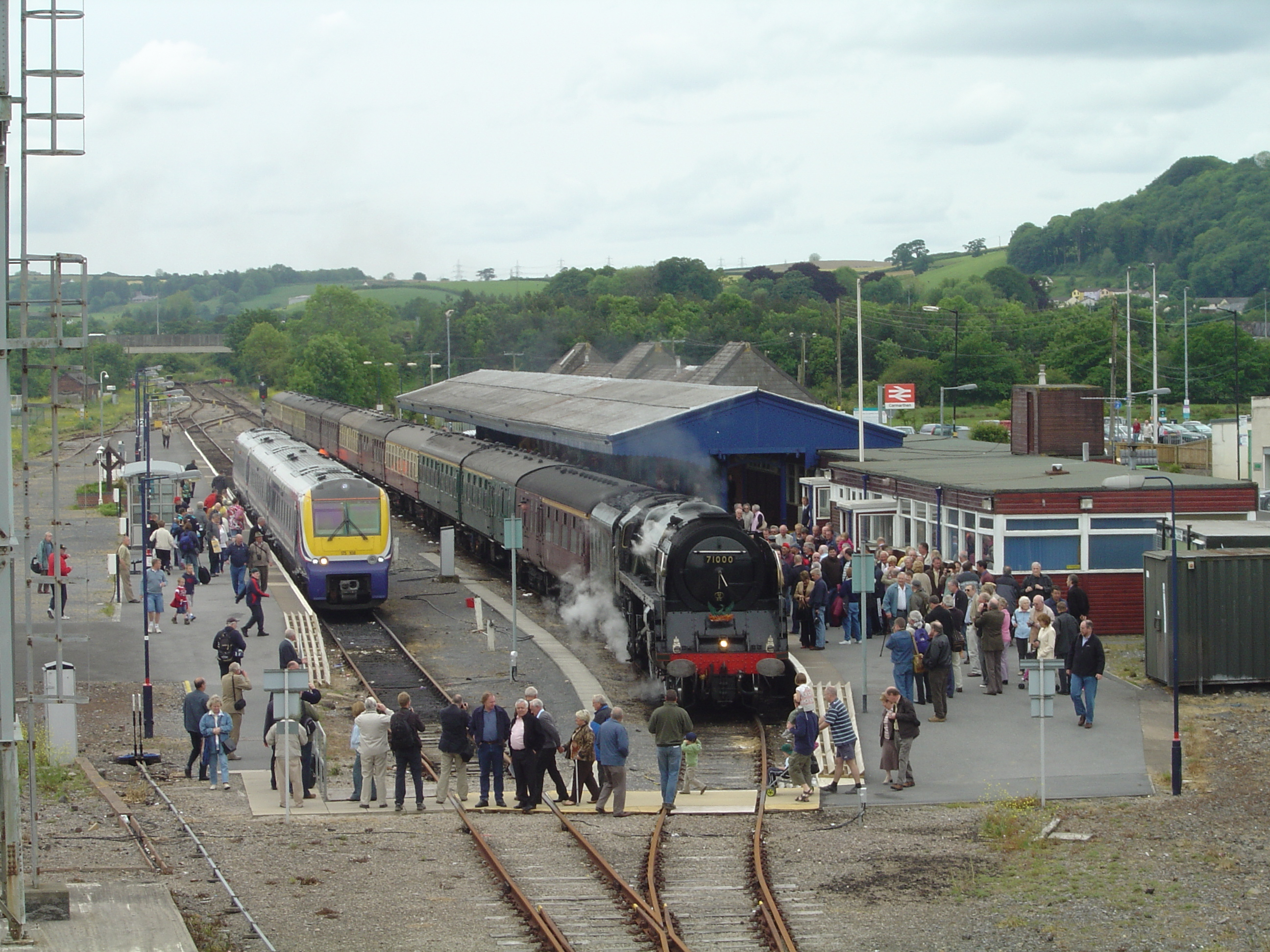
Locomotiva diesel-elétrica moderna próxima a uma locomotiva a vapor na estação ferroviária de Carmarthen em 2007

Dieselização é o processo de equipar veículos ou equipamentos com um ou mais ou motores a diesel. 
O processo envolve a substituição de um motor de combustão interna movido a gasolina por um motor movido a diesel, como ocorreu em grande escala com caminhões, ônibus, tratores agrícolas, locomotivas e máquinas de construção civil após a Segunda Guerra Mundial. Alternativamente, pode envolver a substituição de toda a fábrica ou veículo por um movido a diesel; o termo comumente descreve a substituição geracional entre as décadas de 1930 a 1970 de locomotivas a vapor ferroviárias por locomotivas a diesel e instalações associadas.